# Susan McKinney Steward
Susan Maria Smith McKinney Steward (marzo de 1847-17 de marzo de 1918) fue una médica y autora estadounidense. Fue la tercera mujer afroamericana en obtener un título médico y la primera en el estado de Nueva York.
La carrera médica de McKinney-Steward se centró en la atención prenatal y las enfermedades infantiles. De 1870 a 1895, dirigió su propio consultorio en Brooklyn y cofundó el Hospital y Dispensario Homeopático de Mujeres de Brooklyn. Formó parte de la junta directiva y ejerció  la medicina en el Hogar de Brooklyn para Personas de Color Mayores. Desde 1906 trabajó como médica universitaria en la Universidad Wilberforce de la Iglesia Episcopal Metodista Africana en Ohio. En 1911 asistió al Congreso Universal Race en Nueva York, donde pronunció un trabajo titulado Mujeres estadounidenses de color.

## Biografía
Los padres de McKinney-Steward fueron Susan Maria Smith de Anne y Sylvanus Smith, en Weeksville, ahora Crown Heights, Brooklyn. Su hermana Sarah J. Garnet fue la primera directora de escuela afroamericana en el sistema de escuelas públicas de la ciudad de Nueva York. 
Tocó el órgano en la Iglesia Presbiteriana de Siloé y en la Iglesia Episcopal Metodista Africana de Bridge Street.
McKinney-Steward se sintió motivada a ingresar a la medicina después de la muerte de su hermano en la Guerra Civil y la epidemia de cólera de 1866 que afectó a Brooklyn. Aunque el padre de McKinney era un rico criador de cerdos, ella utilizó el dinero ganado por enseñar música en Washington, D. C. y la ciudad de Nueva York para financiar su educación en la escuela de medicina. En 1867, asistió al New York Medical College for Women y se graduó como valedictorian en 1869.
La carrera médica de McKinney-Steward se centró en la atención prenatal y las enfermedades infantiles, donde trabajó con pacientes de todas las razas. De 1870 a 1895, dirigió su propio consultorio en Brooklyn y cofundó el Hospital y Dispensario Homeopático de Mujeres de Brooklyn. Formó parte de la junta directiva y ejerció la medicina en el Hogar de Brooklyn para Personas de color de edad avanzada.
En 1871 se casó con el reverendo William G. McKinney de Carolina del Sur. Tuvieron dos hijos y él murió en 1894. En 1896 se volvió a casar con el capellán y soldado Buffalo del ejército de los Estados Unidos, Theophilus Gould Steward. Se mudó con él a Montana, Nebraska y Texas.
En 1906 ambos encontraron puestos en la Universidad Wilberforce de la Iglesia Episcopal Metodista Africana en Ohio, donde trabajó como médica universitaria. Luego tuvieron otro hijo.
En 1911 asistió al Congreso Universal Race en Londres, donde presentó un documento titulado Mujeres estadounidenses de color.
Murió en la Universidad de Wilberforce. Fue enterrada en el cementerio de Green-Wood en Brooklyn, Nueva York.